# 정현태 (1963년)
정현태(鄭炫台, 1963년 1월 2일, 경상남도 남해군 서면 중현리 도산마을 ~ )은 대한민국의 정치인이다. 남해군수를 역임했다.

## 학력
- 1969.03 ~ 1975.02 남해국민학교 졸업
- 1975.03 ~ 1978.02 남해중학교 졸업
- 1978.03 ~ 1981.02 진주고등학교 졸업
- 1981.03 ~ 1990.02 서울대학교 국어교육학 학사 졸업

## 경력
- 1997.09 ~ 1999 남해신문사 편집국 국장
- 2000.09 ~ 2001 남해인터넷뉴스 대표이사
- 2003.04 ~ 2005 청와대 NSC 홍보담당관
- 2003.04 ~ 2005 청와대 NSC 전략기획실 행정관
- 2005 ~ 2006.03 동북아 평화를 위한 바른역사정립 기획단 기획팀 팀장
- 2007 한국도로공사 이사
- 2008.06 ~ 2010.06 제42대 경상남도 남해군수
- 2010.07 ~ 2014.06 제43대 경상남도 남해군수

## 수상
- 2011 대한민국 재향군인회 향군 대휘장
- 2013 자랑스런 지방자치단체장 혁신부문 대상

## 역대 선거 결과
|  | 21.34% |

|  | 29.83% |

|  | 38.65% |

|  | 61.87% |

|  | 50.62% |

|  | 35.43% |